# Barbados op de Olympische Zomerspelen 1968
Barbados debuteerde op de Olympische Zomerspelen tijdens de Olympische Zomerspelen 1968 in Mexico-Stad, Mexico. Het zou nog tot 2000 duren voordat de eerste medaille werd gewonnen.

## Deelnemers en resultaten

### Atletiek
| Olympiër     | Discipline | Resultaat | Prestatie            |
| ------------ | ---------- | --------- | -------------------- |
| Hadley Hinds | 200m (m)   | 45e       | serie 1: 8e in 22,35 |
| Ezra Burnham | 400m (m)   | 45e       | serie 1: 6e in 47,94 |

### Gewichtheffen
| Olympiër      | Discipline | Resultaat | Prestatie                    |
| ------------- | ---------- | --------- | ---------------------------- |
| Angus Edghill | -56kg (m)  | DNF       | drukken: geen geldige poging |

### Schietsport
| Olympiër      | Discipline            | Resultaat | Prestatie                                            |
| ------------- | --------------------- | --------- | ---------------------------------------------------- |
| Milton Tucker | 50 geweer liggend (m) | 9e        | kwalificatie: 72e met 581 punten (93-97-98-97-97-99) |

### Wielersport
| Olympiër       | Discipline                    | Resultaat | Prestatie                                                     |
| Baan           | Baan                          | Baan      | Baan                                                          |
| -------------- | ----------------------------- | --------- | ------------------------------------------------------------- |
| Kensley Reece  | sprint (m)                    | 9e        | 1e ronde serie 3: 3e 1e ronde herkansingen: V van MEX Mercado |
| Kensley Reece  | 1000m tijdrit (m)             | 27e       | 1.09,90                                                       |
| Colin Forde    | individuele achtervolging (m) | 22e       | kwalificatie: 22e in 5.35,60                                  |
| Weg            |                               |           |                                                               |
| Colin Forde    | wegwedstrijd (m)              | DNF       | niet gefinisht                                                |
| Kensley Reece  | wegwedstrijd (m)              | DNF       | niet gefinisht                                                |
| Richard Roett  | wegwedstrijd (m)              | DNF       | niet gefinisht                                                |
| Michael Stoute | wegwedstrijd (m)              | DNF       | niet gefinisht                                                |

### Zwemmen
| Olympiër      | Discipline          | Resultaat | Prestatie             |
| ------------- | ------------------- | --------- | --------------------- |
| Angus Edghill | 100m vrije slag (m) | 40e       | serie 5: 6e in 58,1   |
| Angus Edghill | 200m vrije slag (m) | 54e       | serie 4: 8e in 2.19,1 |

Afghanistan · Algerije · Amerikaanse Maagdeneilanden · Argentinië · Australië · Bahama's · Barbados · België · Bermuda · Birma · Bolivia · Bondsrepubliek Duitsland · Brazilië · Brits-Honduras · Bulgarije · Canada · Centraal-Afrikaanse Republiek · Ceylon · Chili · Colombia · Congo-Kinshasa · Costa Rica · Cuba · Denemarken · Dominicaanse Republiek · Duitse Democratische Republiek · Ecuador · El Salvador · Ethiopië · Fiji · Filipijnen · Finland · Frankrijk · Ghana · Griekenland · Groot-Brittannië · Guatemala · Guinee · Guyana · Honduras · Hongarije · Hongkong · Ierland · IJsland · India · Indonesië · Irak · Iran · Israël · Italië · Ivoorkust · Jamaica · Japan · Joegoslavië · Kameroen · Kenia · Koeweit · Libanon · Libië · Liechtenstein · Luxemburg · Madagaskar · Maleisië · Mali · Malta · Marokko · Mexico · Monaco · Mongolië · Nederland · Nederlandse Antillen · Nicaragua · Nieuw-Zeeland · Niger · Nigeria · Noorwegen · Oeganda · Oostenrijk · Pakistan · Panama · Paraguay · Peru · Polen · Portugal · Puerto Rico · Roemenië · San Marino · Senegal · Sierra Leone · Singapore · Soedan · Sovjet-Unie · Spanje · Suriname · Syrië · Taiwan · Tanzania · Thailand · Trinidad en Tobago · Tunesië · Turkije · Tsjaad · Tsjecho-Slowakije · Uruguay · Venezuela · Verenigde Arabische Republiek · Verenigde Staten · Vietnam · Zambia · Zuid-Korea · Zweden · Zwitserland